# Riedeliella graciliflora
Riedeliella graciliflora är en ärtväxtart som beskrevs av Hermann August Theodor Harms. Riedeliella graciliflora ingår i släktet Riedeliella och familjen ärtväxter. Inga underarter finns listade i Catalogue of Life.